# Тиссен-Борнемиса, Ханс
Барон Ханс Генрих Агост Габор Тассо Тиссен-Борнемиса де Касон (нем. Hans Heinrich Àgost Gábor Tasso Baron Thyssen-Bornemisza de Kászon; 13 апреля 1921 года, Схевенинген, Нидерланды — 16 апреля 2002 года, Сан-Фелиу-де-Гишольс, Испания) — промышленник и коллекционер произведений искусства, чья коллекция легла в основу музея Тиссена-Борнемисы.

## Биография
Ханс Генрих родился 13 апреля 1921 года в семье богатого предпринимателя Генриха Тиссена и его первой супруги Маргит, баронессы Борнемиса де Касон и Имперфальвы. 
Состояние семьи Тиссен было основано на производстве железа и оружия. После смерти отца Ханс Генрих унаследовал большую бизнес-империю, включавшую к тому времени корабельные верфи и нефтяные скважины, и обширную коллекцию живописи европейских мастеров XIV—XIX вв. 15 лет спустя после смерти отца он купил свою первую картину для коллекции: акварельный набросок Эмиля Нольде, датированный между 1931 и 1935 годами. С этих пор коллекция Тиссенов стала пополняться картинами двадцатого века таких авторов, как Пабло Пикассо, Эдгар Дега, Пит Мондриан, Фернан Леже. Предпочтение Ханс Генрих отдавал немецким экспрессионистам. В общей сложности он приобрёл более 1500 полотен за всю свою жизнь.
В 1992 году Ханс Генрих открывает Музей Тиссена-Борнемисы в Мадриде, выставляя там свою коллекцию, а спустя ещё год продает её правительству Испании.
Умер барон Тиссен-Борнемиса 16 апреля 2002 года в каталонском городе Сан-Фелиу-де-Гишольс, Испания. Он похоронен в семейном склепе в замке Ландсберг в долине Рура, недалеко от города Эссен, Германия.

## Личная жизнь

### Первый брак
Первой женой барона Тиссена была австрийская принцесса Тереза Липпе-Вайсенфельд (21 июля 1925 года — 16 июля 2008 года). Она происходила из древнего рода правящих германских князей. Свадьба состоялась в Лугано 1 августа 1946 года. У супругов родился один сын
- барон Георг Генрих Тиссен-Борнемиса де Касон (19.03.1950, Лугано - 30.09.2022, Цюрих), председатель TBG (Thyssen-Bornemisza Group) Holdings NV, женат не был, но от отношений с графиней Катариной Элеонорой фон Меран, дочерью графа Максимилиана фон Мерана (род. 1930) и его жены принцессы Колиен цу Шварценберг (род. 1937), имел сына Симона Тиссен-Борнемиса де Кассон (род. 1 декабря 2001 г.).

Супруги развелись 14 мая 1954 года.

### Второй брак
Во второй брак барон вступил 23 июня 1954 года с моделью индийского происхождения Ниной Шейлой Дьер, наследницей больших земель на Цейлоне. Детей у пары не было, они развелись 4 июля 1956 года. В качестве отступных Дьер получила шато во Франции.

### Третий брак
Третьей женой стала британская модель ново-зеландского происхождения Фиона Франсис Элейн Кэмбел-Уолтер (род. 25 июня 1932 года). Свадьба состоялась в Лугано 17 сентября 1956 года. В браке родились двое детей:
- баронесса Франческа Тиссен-Борнемиса (род. 7 июня 1958 года, Лозанна), коллекционер современного искусства, вышла замуж за эрцгерцога Карла фон Габсбурга, наследника австрийской короны.
- барон Лорн Тиссен-Борнемиса де Касон (род. 15 мая 1963), принял ислам; является продюсером и режиссером фильма «Лабиринт» 2003 года и исполнительным продюсером фильма «Райский сад»[англ.]* 2008 года. Он является председателем правления Thyssen Petroleum и основателем галереи галереи Kallos[англ.]* в Лондоне. В 2005 году женился на Александре Райт; у них есть одна дочь Джулия (род. 2006).

Супруги развелись 20 января 1965 года.

### Четвёртый брак
Четвёртой женой барона стала Лиана Дениза Шорто (род. 23 декабря 1942 года, Гарса, Сан-Паулу), дочь бразильского банкира. Свадьба состоялась в Лугано 13 декабря 1967 года. В браке родился один сын:
- барон Вильфрид Александр Август Тиссен-Борнемиса де Касон (род. 1974, Цюрих), не женат, бездетен.

Супруги развелись 29 ноября 1984 года.

### Пятый брак
Пятый брак был заключён в деревне Дэйлесфорд, Глостершир, 16 августа 1985 года. Невестой стала Мария дель Кармен Росарио Сервера (род. 23 апреля 1943 года, Сиджес, Барселона), Мисс Испания (исп.) 1961 года. Своих детей у пары не было, но Ханс Генрих усыновил её сына Борху Алехандро и дал ему свою фамилию.